# Audrius Endzinas
Audrius Endzinas (ur. 28 maja 1962 w Szyłokarczmie) – litewski polityk, przedsiębiorca, poseł na Sejm Republiki Litewskiej.

## Życiorys
W 1986 ukończył Litewską Akademię Rolniczą, po czym rozpoczął pracę jako elektryk w rodzinnej Szyłokarczmie. W 1992 założył własne przedsiębiorstwo, które w 2004 przekształcił w spółkę akcyjną "Energetikos objektų statyba".
W 2002 i 2007 był wybierany do rady rejonu szyłokarczemskiego. W wyborach w 2011 został ponownie kandydatem do samorządu Szyłokarczmy.
Należał do Litewskiego Związku Centrum, w 2003 został członkiem Związku Liberałów i Centrum. W 2004 uzyskał mandat posła na Sejm w okręgu Szyłokarczma-Pojegi jako kandydat niezależny. W parlamencie przystąpił do frakcji LiCS, którą opuścił rok później, współtworząc w 2006 nową partię pod nazwą Ruch Liberalny Republiki Litewskiej.
Mandat deputowanego utrzymał w wyborach w 2008, pokonując w II turze Kęstasa Komskisa. W 2012 nie został ponownie wybrany. W 2019 po raz kolejny wszedł w skład rady rejonu szyłokarczemskiego.